# Hainneville (Manche)
Hainneville is een plaats in het Franse departement Manche, gelegen in de gemeente Cherbourg-en-Cotentin. Hainneville ligt ten westen van het stadscentrum van Cherbourg, ten zuidwesten van Équeurdreville.

## Geschiedenis
Hainneville was een zelfstandige gemeente tot 1965, toen het met grotere Équeurdreville fuseerde tot de gemeente Équeurdreville-Hainneville. Deze gemeente was de hoofdplaats van het kanton Équeurdreville-Hainneville, dat op 22 maart 2015 opgeheven. De gemeente werd ingedeeld bij het kanton Cherbourg-Octeville-3. Op 1 januari 2016 werd de gemeente opgeheven en met Cherbourg-Octeville, La Glacerie, Querqueville en Tourlaville tot de huidige gemeente Cherbourg-en-Cotentin.
Cherbourg · Équeurdreville · La Glacerie · Hainneville · Octeville · Querqueville · Tourlaville

Voormalige gemeenten: Cherbourg-Octeville · Équeurdreville-Hainneville